# Josip Zupanc
Josip Zupanc, slovenski enolog, * 3. avgust 1876, Vojnik, † 22. marec 1937, Ptuj.

## Življenje in delo
Zupanc je končal kmetijsko šolo na Grmu pri Novem mestu. Službovati je začel na Ptuju kot deželni žitni nadzornik ter vinarski inštruktor in nadzornik, po 1. svetovni vojni pa je bil do upokojitve 1935 kmetijski referent na okrajnem glavarstvu Ptuj. Na vinarski in sadjarski šoli v Mariboru se je v letih 1901–1910 udeležil več tečajev iz vinogradništva, vinarstva, sadjarstva ter konserviranja sadja in zelenjave.
Zupanc si je prizadeval za obnovo vinogradov, boljše kletarjenje, organizacijo trsničarstva in vinarskih zadrug ter vodil vinske poskušnje in razstave. Napisal je knjigo Pravilno konserviranje sadja in vsakovrstne povrtnine za domačo uporabo (COBISS) (izšlo tudi v srbohrvaščini), ter objavil nad 80 člankov v KMD.  